# Villedômain
Vous lisez un « bon article » labellisé en 2017.
Villedômain (prononcé /vil.do.ˈmɛ̃/) est une commune française du département d'Indre-et-Loire, en région Centre-Val de Loire. Limitrophe du département de l'Indre, elle est la première commune traversée par l'Indrois à son entrée dans le département d'Indre-et-Loire.
Même si quelques vestiges témoignent d'une présence humaine protohistorique voire néolithique, il faut attendre le XIIIe siècle pour voir le nom de Villedômain apparaître dans les sources écrites. La paroisse, puis la commune, ne connaissent jamais un développement important et Villedômain est au XXIe siècle l'une des communes les moins peuplées d'Indre-et-Loire avec 127 habitants en 2022 . Son érosion démographique, importante à partir de 1960, semble toutefois enrayée depuis les années 1980.
L'économie locale reste en grande partie basée sur l'agriculture — plus de 40 % des entreprises de la commune sont des exploitations agricoles — et la vie de la commune est davantage tournée vers le département voisin de l'Indre et le pôle de Châtillon-sur-Indre. Aucun monument historique ne figure au patrimoine communal et peu d'édifices ou de bâtiments notables sont à signaler, exception faite de l'église dont la nef, qui a pu être construite au XIIe siècle, cohabite avec des reconstructions et des remaniements modernes.

## Géographie

### Localisation et communes limitrophes
Villedômain, commune dépendant du canton de Loches, est située dans l'extrême sud-est de la Touraine à environ 57,5 km au sud-est de Tours, préfecture du département d'Indre-et-Loire. Elle est également implantée à 21,6 km à l'est-sud-est de Loches, sous-préfecture départementale et bureau centralisateur du canton de Loches, et à 9,6 km au nord-est de Châtillon-sur-Indre, dans le département voisin de l'Indre. Villedômain, bien que partie intégrante du département d'Indre-et-Loire, fait partie du bassin de vie de Châtillon-sur-Indre.
| Loché-sur-Indrois           |                      | Nouans-les-Fontaines |
|                             | Villedômain          | Écueillé (Indre)     |
| Châtillon-sur-Indre (Indre) | Saint-Médard (Indre) | Préaux (Indre)       |

Villedômain (en rouge) dans le canton de Loches (en vert).

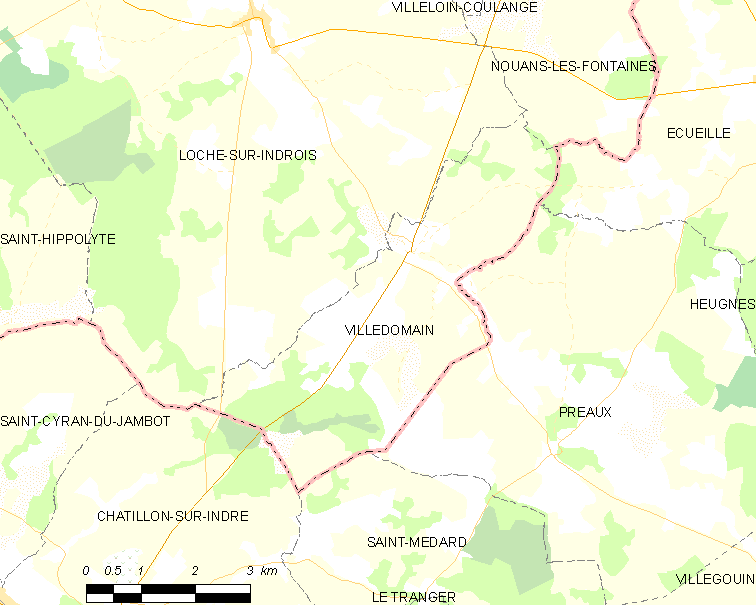
Limites administratives de Villedômain.

Sur les six communes limitrophes de Villedômain deux seulement, du sud-ouest au nord-est, sont des communes d'Indre-et-Loire ; les quatre autres appartiennent au département de l'Indre.

### Géologie et relief

Carte géologique simplifiée de Villedômain
Bourg et limites communales
Tuffeau jaune turonien altéré en argile (C3cR)
Argiles blanches à silex cénozoïques (c4-6S)
Limons des plateaux quaternaires (LP)
Alluvions fluviatiles (Fy-z)

Le bassin parisien, au sens géologique du terme, est une grande zone sédimentaire s'étendant vers le sud jusqu'aux confins du Massif central, marquée dans le sud de la Touraine par des dépôts sédimentaires résultant d'avancées maritimes successives prenant place au Crétacé supérieur.
Toute la partie sud-est de la Touraine est constituée des dépôts successifs des sables du Cénomanien (100  à   93,5 Ma BP — Before Present —) du tuffeau jaune du Turonien (93,5  à   91,5 Ma BP). Cette dernière strate, épaisse de 30  à   35 m remonte sensiblement vers la surface au sud-est et les vallées des cours d'eau, Indrois et ruisseau de Calais surtout, l'ont largement entaillée en amont de leurs cours ; à ce niveau toutefois, le tuffeau est altéré en surface et a produit une argile sableuse et caillouteuse de dégradation (C3cR). Ces cours d'eau, un peu plus en aval, ont apporté leurs alluvions récentes (Fy-z). Ailleurs, sur l'ensemble du plateau, ce sont les argiles blanches à silex (c4-6S) déposées pendant une grande partie du Sénonien (89 à 71 Ma BP) qui dominent avec, très localement, quelques placages de limons des plateaux (LP) datant de la glaciation würmienne (0,12  à   0,01 Ma BP).
Exception des vallées de l'Indrois et du ruisseau de Calais près de Loché-sur-Indrois où dominent les alluvions, les sols de Villedômain sont issus de l'évolution des argiles à silex et sont des bournais battants (issus des argiles blanches) ou des perruches (provenant des argiles caillouteuses de dégradation du tuffeau).
Le quadrilatère légèrement resserré dans sa partie centrale qui figure le territoire communal de Villedômain est principalement composé d'un plateau d'altitude variant de 140  à   150 m. Il est coupé par les vallées de l'Indrois et du ruisseau de Calais qui coulent du sud-est au nord ouest, mais ces vallées ne sont pas encaissées et leurs pentes sont douces. Plusieurs petites éminences parsèment le plateau ; l'altitude maximale de la commune est rencontrée au sud-ouest, dans les bois du Chaillou alors que le point d'altitude minimale se trouve là ou l'Indrois quitte Villedômain pour entrer sur Loché-sur-Indrois. La superficie de la commune (1 647 hectares au 1er janvier 2015), est un peu supérieure à la moyenne d'une commune de France métropolitaine qui s'établit à 1 490 hectares en 2014.

### Hydrographie

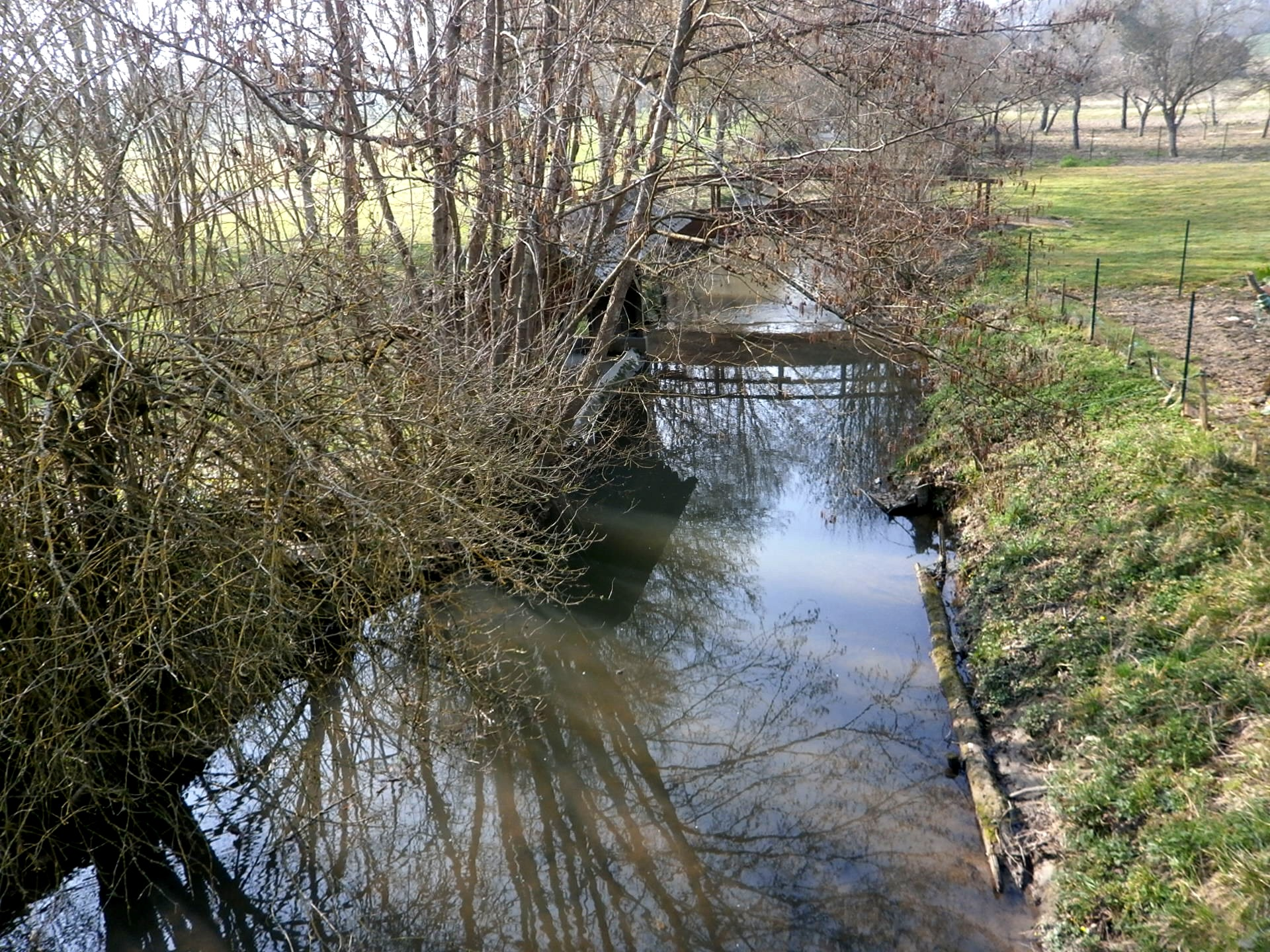
L'Indrois à Villedômain

Deux cours d'eau, l'Indrois et le ruisseau de Calais, dont les cours sont perpendiculaires à l'axe général du territoire communal, traversent Villedômain. D'autres ruisseaux, tributaires des premiers ou bien, au sud-ouest, se jetant dans l'Indre au-delà de Loché-sur-Indrois, ne sont que temporaires, alimentés par les eaux de ruissellement du plateau. Plusieurs étangs parsèment le territoire. Le plus important d'entre eux, l'étang de la Cailletterie, se déverse dans un ruisseau rejoignant l'Indrois en limite de Loché-sur-Indrois.
L'Indrois, du sud-est au nord-ouest, sépare le territoire communal en deux parties sensiblement égales. Le ruisseau de Calais, qui lui est sensiblement parallèle dans la traversée de la commune, coule plus au nord-est. Au niveau de Villedômain, ces deux cours d'eau, encore assez proches de leurs sources, n'ayant pas reçu le tribut d'affluents importants et coulant dans des vallées assez peu encaissées, ne présentent pas de risques majeurs d'inondation.
La communauté de communes Loches Sud Touraine engage en 2017, et pour une durée de cinq ans, des travaux de restauration de l'Indrois et de ses affluents sur l'ensemble des communes d'Indre-et-Loire riveraines de la rivière.
Quatre zones humides ont été répertoriées sur la commune par la direction départementale des territoires (DDT) et le conseil départemental d'Indre-et-Loire : « la vallée du Ruisseau de Calais », « l'étang du Château de Chaillou », « la vallée de l'Indrois de Villedômain à Loché-sur-Indrois » et « l'étang de la Cailletterie »,.

### Paysages naturels
À distance des principaux massifs forestiers du sud-est de l'Indre-et-Loire, comme la forêt de Loches ou la forêt de Brouard, le territoire de Villedômain n'est pas excessivement boisé, excepté dans sa partie sud-ouest où le bois de Chaillou s'étend jusque dans l'Indre. Au nord-est, le bois de Douince constitue un second noyau forestier, de moindre importance. Les vallées de l'Indrois et du ruisseau de Calais ne traversent pas à proprement parler de bois, même si les cours sont largement bordés de rideaux d'arbres ou de bosquets.
Sur les espaces découverts du plateau se développent les parcelles agricoles de grandes dimensions parsemées de petits bosquets ou d'étangs de faible superficie. Aucune partie du territoire n'est couverte par un site Natura 2000 ou une zone naturelle d'intérêt écologique, faunistique et floristique mais un bois recèle une zone tourbeuse abritant la Linaigrette à feuilles étroites (Eriophorum angustifolium), espèce protégée en région Centre-Val de Loire.

### Climat
Pour des articles plus généraux, voir Climat du Centre-Val de Loire et Climat d'Indre-et-Loire.
En 2010, le climat de la commune est de type climat océanique dégradé des plaines du Centre et du Nord, selon une étude du CNRS s'appuyant sur une série de données couvrant la période 1971-2000. En 2020, Météo-France publie une typologie des climats de la France métropolitaine dans laquelle la commune est exposée à un climat océanique altéré et est dans la région climatique Centre et contreforts nord du Massif Central, caractérisée par un air sec en été et un bon ensoleillement.
Pour la période 1971-2000, la température annuelle moyenne est de 11,3 °C, avec une amplitude thermique annuelle de 15,3 °C. Le cumul annuel moyen de précipitations est de 714 mm, avec 11,2 jours de précipitations en janvier et 6,8 jours en juillet. Pour la période 1991-2020, la température moyenne annuelle observée sur la station météorologique de Météo-France la plus proche, sur la commune de Pellevoisin à 14 km à vol d'oiseau, est de 12,4 °C et le cumul annuel moyen de précipitations est de 798,0 mm,. Pour l'avenir, les paramètres climatiques de la commune estimés pour 2050 selon différents scénarios d'émission de gaz à effet de serre sont consultables sur un site dédié publié par Météo-France en novembre 2022.

### Transports et voies de communication
Le principal axe de communication desservant le territoire de Villedômain est la D 975 qui, sous différentes appellations, relie Blois à la vallée de la Dordogne, via Saint-Aignan-sur-Cher et Châtillon-sur-Indre. Cette voie traverse Villedômain du nord-est au sud-ouest en passant par le chef-lieu communal. La D 90, suivant à peu près la vallée de l'Indrois, relie Loché-sur-Indrois à Préaux en passant par le bourg de Villedômain. Les hameaux et écarts sont desservis par des voies rayonnant depuis le chef-lieu communal ou embranchées sur les deux routes principales mentionnées.
Aucun réseau de transport collectif par autocar ne dessert directement Villedômain. Il faut se rendre à Genillé pour accéder au réseau Fil Vert du conseil départemental d'Indre-et-Loire ou à Châtillon-sur-Indre ou encore Écueillé pour bénéficier du réseau L'Aile bleue du conseil départemental de l'Indre.

## Urbanisme

### Typologie
Au 1er janvier 2024, Villedômain est catégorisée commune rurale à habitat très dispersé, selon la nouvelle grille communale de densité à sept niveaux définie par l'Insee en 2022.
Elle est située hors unité urbaine et hors attraction des villes,.

### Occupation des sols
L'occupation des sols de la commune, telle qu'elle ressort de la base de données européenne d’occupation biophysique des sols Corine Land Cover (CLC), est marquée par l'importance des territoires agricoles (80,5 % en 2018), une proportion identique à celle de 1990 (80,5 %). La répartition détaillée en 2018 est la suivante : 
terres arables (48,5 %), forêts (19,5 %), zones agricoles hétérogènes (18,8 %), prairies (13,2 %). L'évolution de l’occupation des sols de la commune et de ses infrastructures peut être observée sur les différentes représentations cartographiques du territoire : la carte de Cassini (XVIIIe siècle), la carte d'état-major (1820-1866) et les cartes ou photos aériennes de l'IGN pour la période actuelle (1950 à aujourd'hui).

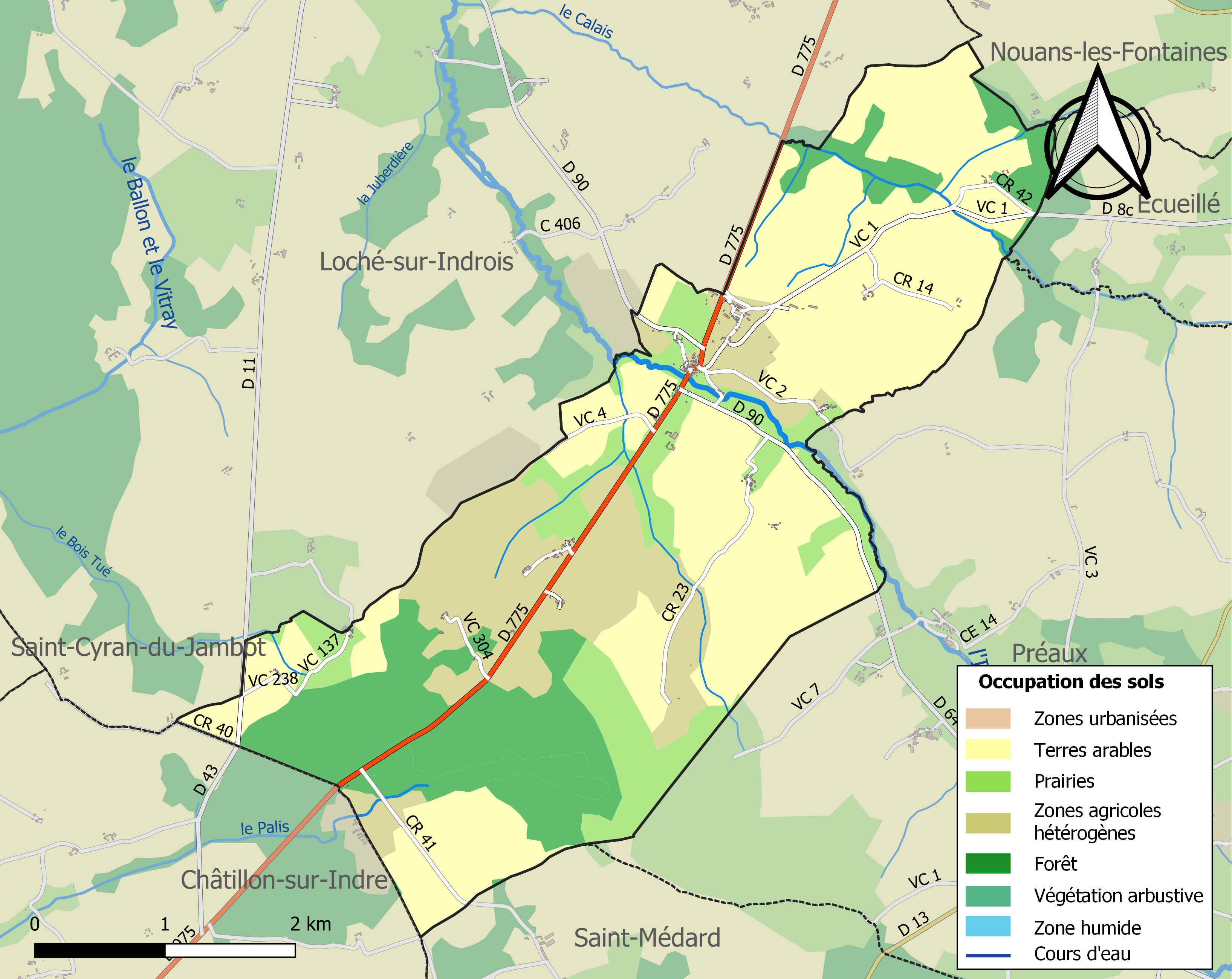
Carte des infrastructures et de l'occupation des sols de la commune en 2018 (CLC).

### Morphologie urbaine
Le chef-lieu communal s'est d'abord bâti autour de l'église sur la rive droite de l'Indrois, sur le flanc de la vallée orienté au sud. Il s'est étendu sur l'autre rive où se trouve la mairie, au fond de cette vallée, le long de la D 957. Un pont sur l'Indrois est mentionné en 1793, alors qu'en 1699 il est seulement question d'un gué.
Typique de la zone rurale à la limite de la Touraine et du Berry, l'habitat n'a connu aucune évolution notable depuis le milieu du XVIIIe siècle. Il comportait et comporte toujours un bourg peu important (moins d'un quart de la population communale, y compris l'îlot du « Moulin ») et plusieurs hameaux peu éloignés du bourg (plus de la moitié des habitants). Déjà, dans les années 1880, ils comptaient pour la plupart entre 10 et 30 habitants, l'exception étant le Tertre avec 59 habitants. Les autres hameaux sont : Les Lignes, La Mardelle, La Cailletterie, La Bardouzière, La Touche, Huppe-Chat Huant, Les Rouleaux. Le reste de la population réside dans trois îlots de deux ou trois habitations ou dans des résidences isolées  Ils sont dispersés sur les trois quarts nord du territoire communal, le bois du Chillou, au sud-ouest, étant dépourvu d'îlot construit.

### Logement
Le tableau ci-dessous présente une comparaison de quelques indicateurs chiffrés du logement pour Villedômain et l'ensemble de l'Indre-et-Loire en 2013,. Les résultats sont exprimés en pourcentages des parcs immobiliers respectifs : 88 logements pour Villedômain, 308 515 pour l'ensemble du département.
|                                                        | Villedômain | Indre-et-Loire |
| ------------------------------------------------------ | ----------- | -------------- |
| Part des résidences principales (en %)                 | 74,8        | 87,9           |
| Part des logements vacants (en %)                      | 6,6         | 7,6            |
| Part des ménages propriétaires de leur logement (en %) | 83,6        | 59,1           |

Par rapport à la situation générale de l'Indre-et-Loire, la part moins importante des résidences principales et des logements vacants laisse plus de place aux résidences secondaires dont le taux s'élève à 18,5 % du parc d'habitations à Villedômain contre 4,5 % seulement au niveau départemental. 83,6 % des occupants de ces résidences principales en sont propriétaires,.
Quatorze résidences principales ont été construites à Villedômain depuis 1946 — dont une seule depuis 2006 —, ce qui représente toutefois 22,9 % du parc total des résidences principales, et toutes sont des maisons individuelles.

### Risques naturels
Le territoire communal de Villedômain ne fait l'objet d'aucune alerte spécifique concernant les risques naturels liés aux inondations et aux mouvements de terrain, de la part des services de l'État. À ce stade de leurs cours, les rivières et ruisseaux qui traversent la commune sont proches de leurs sources et ne drainent pas un bassin versant suffisant pour présenter de risques graves d'inondations. Les sols argilo-siliceux sont exposés, après des périodes de sécheresse prolongée, à des phases successives de retrait et de gonflement des argiles pouvant fragiliser les fondations des bâtiments. Tout le plateau de Villedômain est soumis à un aléa moyen face à ce risque alors que les vallées ne sont pas concernées (aléa « faible » ou « a priori nul »), mais aucun signalement de ce risque n'a eu lieu.
Le risque sismique évalué à Villedômain, comme dans  tout le sud-est de l'Indre-et-Loire, n'est que de niveau 2 sur une échelle de 1 à 5. Un séisme de magnitude 3,7 sur l'échelle ouverte de Richter s'est toutefois produit le 3 octobre 1999 dans la région, avec un épicentre localisé sur la commune voisine de Loché-sur-Indrois ; il a provoqué à Beaumont-Village (environ 15 km de l'épicentre) la « désolidarisation de murs extérieurs ».

## Toponymie

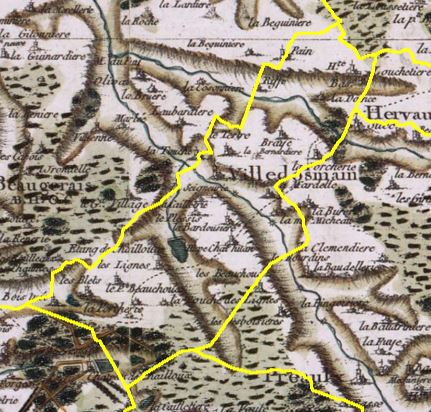
Villedômain sur la carte de Cassini.

| Formes successives du nom, attestées pour le territoire ou la paroisse, : - Villa Domin : 1222, Liber compositionum (manuscrit de la bibliothèque municipale de Tours) ; - Decima de Villedomin [var. Villadomin, Villedosmin] : 1243, cartulaire de l'abbaye de Villeloin ; - Parochia Sancti Andreae de Villa Domini : 1290, pouillé de Tours ; - Presbyter de Villa Domini : XIIIe siècle, cartulaire de l'archevêché de Tours ; - Villedosmain : 1763-1768, carte de Cassini ; - Ville-Dosmein : début du XIXe siècle, Dictionnaire historique, géographique, biographique et administratif des 3 arrondissements communaux d'Indre et Loire ; - Villedosmain : 1831, cadastre napoléonien basé sur le premier plan cadastral communal. |

Il s'agit d'une formation toponymique médiévale en Ville- au sens de « domaine rural » ou de « village », comme il en existe quelques-unes dans la région (cf. Villegouin). Elle correspond aux formations en -ville que l'on rencontre ailleurs et qui sont généralement plus anciennes.
L'identification du second élément -dômain divise les auteurs. Stéphane Gendron propose d'y reconnaître l'anthroponyme Domin qui se rencontre plus spécifiquement, avec plusieurs variantes orthographiques, dans le Lochois. Albert Dauzat et Charles Rostaing y ont plutôt vu un rappel du statut féodal du lieu, le domain étant un terme d'ancien français désignant le seigneur. La graphie du nom comporte plusieurs variantes dont celle de 1243 qui montre l'adjonction d'un s intercalaire entre le o et le m soit de manière accidentelle, et qui sera conformément à l'évolution de l'orthographe du français, remplacé par un accent circonflexe par la suite (cf. coste > côte), soit de manière volontaire car os est un graphe destiné à marquer la fermeture du [o], l'accent circonflexe n'existant pas à l'époque (cf. la prononciation différenciée des mots français coste > côte et cote). En effet, le [o] de -dômain est plus fermé que celui de domaine.
Plusieurs micro-toponymes (les Champs-du-Four, la Mardelle,, les Minées) peuvent trouver leur origine dans de très anciennes activités liées à l'exploitation et au traitement du minerai de fer, ce que corrobore la découverte de vestiges sur place,.

## Histoire
Dans le sud-est de l'Indre-et-Loire, les preuves d'une occupation humaine à l'époque laténienne sont nombreuses. Elles consistent le plus souvent en des traces d'enceintes ou d'enclos associées à des vestiges d'une exploitation précoce du minerai de fer, confirmée par ailleurs par la micro-toponymie. À Villedômain même, deux de ces enceintes de grandes dimensions (plus de 100 m sur 65  à   80 m) ont été mises en évidence en limite de Nouans-les-Fontaines grâce à la prospection aérienne. Les mêmes sites ont également livré des silex néolithiques mais rien ne permet d'affirmer que la présence de l'Homme a été continue d'une époque à l'autre,,.
Au cours du Haut Moyen Âge, jusqu'au IXe siècle, le domaine de Villedômain fait partie intégrante du pagus Turonicus,. À cette époque, le site Villedominis se révèle être situé à la limite méridionale de cette subdivision territoriale.
Il ne semble pas que l'histoire locale soit retracée avant le XIe siècle, période à laquelle paraissent remonter les vestiges les plus anciens de l'église de Villedômain. En 1173, l'important domaine de Douince, appartenant jusque-là aux bénédictins de Saint-Genou, passe sous le contrôle des cisterciens de Beaugerais à Loché-sur-Indrois. En 1222, l'appellation Villa Domin donnée au territoire semble indiquer qu'il est le siège d'un domaine médiéval et, à la fin du XIIIe siècle, il est érigé en paroisse,,. C'est vers 1243 qu'est mentionné Regnaud de Villedômain, premier seigneur connu du lieu, dont la châtellenie dépend du château de Bridoré,. En 1664, un rapport au roi précise que Villedômain est du ressort de la justice royale de Loches.
Les cahiers de doléances de la paroisse, rédigés à l'occasion des États généraux de 1789, montrent la volonté d'une répartition plus équitable des charges entre les habitants, et avant tout la disparition des impôts sur les produits de première nécessité, comme la gabelle. En octobre 1794, un curé qui passe par Villedômain célèbre, avec la complicité du maire, une messe clandestine dans une grange du village. Dénoncés, le maire, le propriétaire de la grange — qui est rasée — et plusieurs autres personnes sont arrêtées et emprisonnées pendant quelques semaines. Elles sont cependant rapidement libérées, le comité de salut public estimant que, s'agissant d'agriculteurs, leur incarcération prolongée est préjudiciable aux travaux des champs.

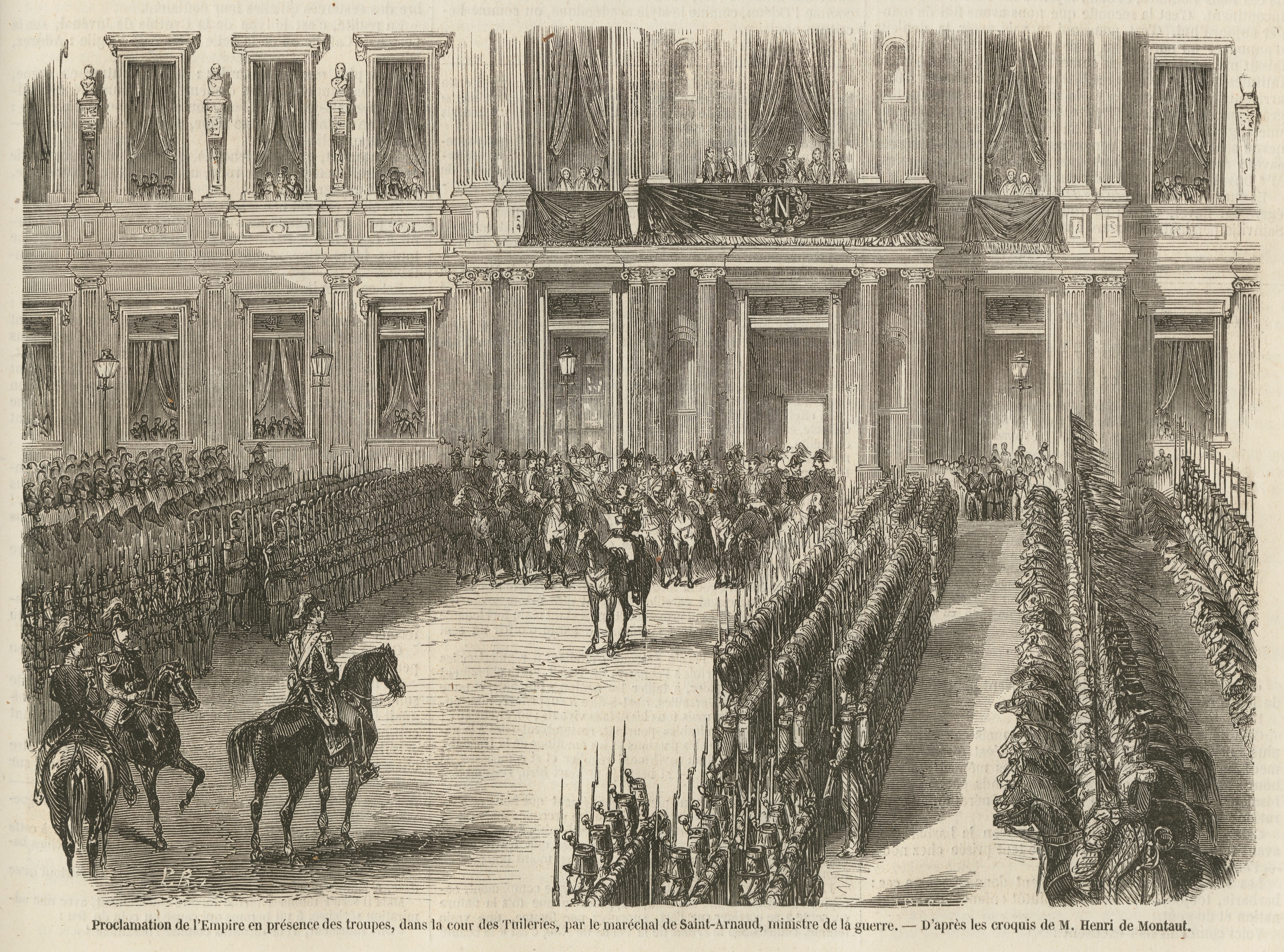
Proclamation du second Empire.

Le premier plébiscite organisé les 20 et 21 décembre 1851 et intitulé « Le Peuple français veut le maintien de l'autorité de Louis-Napoléon Bonaparte, et lui délègue les pouvoirs nécessaires pour établir une constitution sur les bases proposées dans sa proclamation du 2 décembre 1851 » remporte l'approbation des 79 électeurs votants sur les 84 inscrits de la commune. Le 15 octobre 1852, le prince-président est reçu à Tours, la veille de son retour à Paris à l'issue d'un voyage en France entamé le 1er septembre, et un mois et demi avant la proclamation du second Empire. Chaque commune d'Indre-et-Loire confectionne une bannière portée sur le passage du cortège. Celle de Villedômain porte la mention : « L. N. - Villedômain - Au sauveur de la France ». Quelques semaines plus tard (21 et 22 novembre 1852), le second plébiscite au sujet du rétablissement du régime impérial recueille l'unanimité des suffrages parmi les 84 électeurs de la commune, tous votants.
Dans le cadre des grandes manœuvres du Centre, en 1908, le territoire de Villedômain est le théâtre d'importants mouvements de troupes dans la journée du 18 septembre,. Dix ans plus tard, le bilan de la Première Guerre mondiale se monte à vingt-trois victimes parmi les combattants de la commune, alors que le second conflit mondial cause la mort de deux soldats de Villedômain ; la population communale était d'environ 320 personnes avant chacun des deux conflits,.

## Politique et administration

### Rattachements administratifs et électoraux
Villedômain est, depuis le redécoupage cantonal de 2014, l'une des 29 communes qui composent le canton de Loches. À l'issue du second tour des élections départementales de 2015, Valérie Gervès (LR) et Pierre Louault (UDI, conseiller général sortant) sont élus conseillers départementaux pour ce canton.
Villedômain est rattachée à l'arrondissement de Loches et à la 3e circonscription de l'Indre-et-Loire. La députée de cette circonscription, réélue le 17 juin 2012, était Marisol Touraine (PS). Appelée à entrer au gouvernement le 21 juillet 2012, elle abandonne son siège de député au profit de son suppléant, Jean-Marie Beffara (PS).
Depuis le 1er janvier 2010 et la suppression du tribunal d'instance de Loches, le tribunal d'instance de Tours est compétent pour l'ensemble du département. Toutes les juridictions intéressant Villedômain sont ainsi regroupées à Tours, à l'exception du tribunal administratif et de la cour d'appel qui siègent à Orléans, préfecture de la région Centre-Val de Loire.

### Intercommunalité
Villedômain faisait partie, jusqu'au 31 décembre 2016, de la communauté de communes de Montrésor (CCM) qui exerçait ses compétences (adduction d'eau potable et traitement des eaux usées en régie directe, gestion de la collecte des déchets en remplacement de l'ancien syndicat mixte de collecte et de traitement des ordures ménagères (SMITCOM) du Val d'Indrois, entretien de la voirie, développement économique, etc.) sur les dix communes constituant l'ancien canton de Montrésor. Depuis le 1er janvier 2017, la commune est intégrée à la nouvelle communauté de communes Loches Sud Touraine qui reprend les mêmes attributions dans un périmètre géographique élargi à 68 communes.
Le syndicat intercommunal d'énergie d'Indre-et-Loire (SIEIL), fondé en 1937 mais dont les missions et les moyens ont largement évolué, assure le contrôle et la coordination de l'ensemble des concessionnaires opérant sur l'Indre-et-Loire dans le domaine de la distribution de gaz et d'électricité ; il intervient également sur le renforcement des réseaux de distribution d'électricité. Pour toutes les communes d'Indre-et-Loire, Tours exceptée, l'adhésion au service « Électricité » du SIEIL à titre individuel est rendue obligatoire par arrêté préfectoral en date du 23 avril 2008.
Un syndicat intercommunal à vocation unique (SIVU), le syndicat intercommunal de transport scolaire du Lochois, auquel adhère la commune de Villedômain au même titre que 48 autres communes du Lochois, prend en charge le transport des collégiens et lycéens entre leurs communes respectives et les établissements d'enseignement secondaire, publics comme privés, ouverts dans le périmètre de compétences de ce SIVU. Il opère en convention avec un transporteur professionnel.
Le syndicat mixte Touraine propre, regroupe plusieurs communautés de communes ou syndicats mixtes intercommunaux d'Indre-et-Loire. Il a pour rôle de favoriser et fédérer les actions en matière de réduction et de valorisation des déchets ménagers. Villedômain y est rattachée, au travers de l'adhésion collective de la communauté de communes dont elle fait partie.

### Tendances politiques et résultats
Comme en témoignent les résultats d'élections publiés sur le site du ministère de l'Intérieur, le corps électoral de Villedômain a toujours accordé la majorité de ses suffrages à un candidat de droite lors des scrutins des deux dernières décennies, les seules exceptions étant l'élection cantonale de 2011 où le candidat du parti communiste est arrivé à égalité stricte avec le candidat divers droite et l'élection législative de 2012, où la candidate présentée par le PS devance le candidat de l'UMP,.

#### Élection présidentielle de 2017
En 2017, au deuxième tour des élections présidentielles, Emmanuel Macron (En marche !), élu, a obtenu 55,26 % des voix et Marine Le Pen (FN), 344,74 %. Le taux de participation s'est élevé à 86,87 %.

#### Élection municipale la plus récente
Le nombre d'habitants au recensement de 2011 étant compris entre 100  et   500, le nombre de membres du conseil municipal pour l'élection de 2014 est de 11.
Lors des élections municipales de 2014, les 11 conseillers municipaux ont été élus dès le premier tour ; le taux de participation était de 81,13 %.

### Liste des maires
| Période        | Période        | Identité               | Étiquette | Qualité              |
| -------------- | -------------- | ---------------------- | --------- | -------------------- |
| décembre 1792  | mai 1793       | Jean Baillou           |           | Cultivateur          |
| mai 1793       | mai 1795       | Jean-Claude Berthon    |           | Notaire              |
| juin 1795      | novembre 1795  | Ours-Thomas Mamour     |           | Garde-champêtre      |
| janvier 1796   | avril 1798     | Louis Defond           |           | Aubergiste           |
| avril 1798     | septembre 1821 | Maurice Boilleau       |           | Cultivateur          |
| septembre 1821 | juin 1833      | Jean Batailler         |           | Propriétaire foncier |
| décembre 1834  | octobre 1865   | Jean-Baptiste Blanchet |           | Propriétaire foncier |
| novembre 1865  | janvier 1878   | Louis Créchet          |           | Propriétaire foncier |
| janvier 1878   | mai 1888       | Thomas Jacquelin       |           | Propriétaire foncier |
| mai 1888       | mai 1892       | Théophile Doucet       |           | Cultivateur          |
| mai 1892       | septembre 1894 | Charles-Joseph Échard  |           | Cultivateur          |
| octobre 1894   | mai 1908       | Auguste Ferrand        |           | Maréchal-ferrant     |
| mai 1908       | décembre 1919  | Adrien Croix           |           | Propriétaire foncier |
| décembre 1919  | juillet 1944   | Constant Chauveau      |           | Agriculteur          |
| décembre 1944  | mai 1945       | Louis Lucien Paulmier  |           | Minotier             |
| mai 1945       | mai 1953       | Jules Turlan           |           | Agriculteur          |
| mai 1953       | mars 1959      | Fernand Meunier        |           | ?                    |
| mars 1959      | mars 1965      | Paul Antoine           |           | ?                    |
| mars 1965      | mars 1971      | Gilbert Ballon         |           | ?                    |
| mars 1971      | mars 2001      | Roland Méry            |           | Laitier              |
| mars 2001      | En cours       | Vincent Meunier        | DVG       | Agriculteur          |

### Politique environnementale
Ce domaine de compétence est du ressort de la communauté de communes Loches Sud Touraine pour l'ensemble de son territoire.

#### Eau potable et assainissement
Quatre forages exploitent des nappes du Cénomanien ou du Turonien ; ils assurent l'alimentation en eau potable de Villedômain et des neuf autres communes de l'ancienne communauté de communes de Montrésor dans le cadre d'un dispositif entièrement mutualisé mais aucun de ces forages ne se trouve sur le territoire communal de Villedômain. En 2014, 5 700 foyers sont raccordés à ce réseau sur le territoire des dix communes couvertes.
L'assainissement des eaux usées de Villedômain repose, de manière collective, sur une station d'épuration par disques biologiques, d'une capacité de 150 EH (équivalent-habitant), avec rejet des eaux épurées dans l'Indrois en aval du chef-lieu communal.

#### Déchets ménagers
Deux déchèteries, sur le territoire des communes de Genillé et de Nouans-les-Fontaines, sont accessibles aux habitants de Villedômain. Les déchets ménagers recyclables ou non, le papier et le verre sont collectés en porte-à-porte de manière hebdomadaire ; une collecte annuelle des déchets de grand volume est organisée.

### Finances locales
Le tableau ci-dessous présente l'évolution de la capacité d'autofinancement, un des indicateurs des finances locales de Villedômain, sur une période de dix ans :
|                      | 2006 | 2007 | 2008 | 2009 | 2010 | 2011 | 2012 | 2013 | 2014 | 2015 |
| -------------------- | ---- | ---- | ---- | ---- | ---- | ---- | ---- | ---- | ---- | ---- |
| Villedômain          | 134  | 197  | 15   | -79  | -53  | 85   | 90   | -62  | -37  | -78  |
| Moyenne de la strate | 209  | 224  | 215  | 209  | 203  | 240  | 252  | 239  | 231  | 229  |

| Unités : en ordonnée €/habitant, en abscisse année. ■ CAF de Villedômain ■ CAF moyenne de la strate |

Au cours des dix dernières années, la capacité d'autofinancement de la commune est toujours inférieure à la valeur moyenne de la strate ; elle est même négative en 2009, 2010, et depuis 2013. Si le fonds de roulement reste positif sur toute la période considérée, le résultat comptable fluctue de la même manière que la CAF, avec des valeurs négatives pour les mêmes exercices,.

## Population et société

### Démographie
Les habitants de Villedômain sont appelés Villedominis.

#### Évolution démographique
Le plus ancien registre paroissial date de 1651. Cette année-là, la population de la paroisse était de 59 feux. Malgré plusieurs fluctuations au fil du temps, elle était restée sensiblement égale en 1789 — dernière année où les recensements se faisaient par unité fiscale — avec 57 feux.
L'évolution du nombre d'habitants est connue à travers les recensements de la population effectués dans la commune depuis 1793. Pour les communes de moins de 10 000 habitants, une enquête de recensement portant sur toute la population est réalisée tous les cinq ans, les populations de référence des années intermédiaires étant quant à elles estimées par interpolation ou extrapolation. Pour la commune, le premier recensement exhaustif entrant dans le cadre du nouveau dispositif a été réalisé en 2005.

En 2022, la commune comptait 127 habitants, en évolution de +9,48 % par rapport à 2016 (Indre-et-Loire : +1,67 %, France hors Mayotte : +2,11 %).
| 1793 | 1800 | 1806 | 1821 | 1831 | 1836 | 1841 | 1846 | 1851 |
| ---- | ---- | ---- | ---- | ---- | ---- | ---- | ---- | ---- |
| 236  | 306  | 341  | 331  | 277  | 283  | 280  | 288  | 290  |

| 1856 | 1861 | 1866 | 1872 | 1876 | 1881 | 1886 | 1891 | 1896 |
| ---- | ---- | ---- | ---- | ---- | ---- | ---- | ---- | ---- |
| 292  | 300  | 323  | 322  | 334  | 320  | 339  | 322  | 313  |

| 1901 | 1906 | 1911 | 1921 | 1926 | 1931 | 1936 | 1946 | 1954 |
| ---- | ---- | ---- | ---- | ---- | ---- | ---- | ---- | ---- |
| 314  | 310  | 322  | 290  | 313  | 305  | 318  | 290  | 311  |

| 1962 | 1968 | 1975 | 1982 | 1990 | 1999 | 2005 | 2006 | 2010 |
| ---- | ---- | ---- | ---- | ---- | ---- | ---- | ---- | ---- |
| 270  | 234  | 157  | 124  | 117  | 122  | 119  | 117  | 131  |

| 2015 | 2020 | 2022 | - | - | - | - | - | - |
| ---- | ---- | ---- | - | - | - | - | - | - |
| 118  | 121  | 127  | - | - | - | - | - | - |

|                                           | 1968 - 1975 | 1975 - 1982 | 1982 - 1990 | 1990 - 1999 | 1999 - 2008 | 2008 - 2013 |
| ----------------------------------------- | ----------- | ----------- | ----------- | ----------- | ----------- | ----------- |
| Taux de variation annuel de la population | - 5,6 %     | - 3,3 %     | - 0,7 %     | + 0,5 %     | - 0,2 %     | + 1,1 %     |
| Solde naturel                             | - 0,1 %     | - 0,4 %     | - 1,0 %     | - 0,4 %     | - 0,6 %     | - 0,5 %     |
| Solde migratoire                          | - 5,4 %     | - 2,9 %     | + 0,3 %     | + 0,8 %     | + 0,5 %     | + 1,6 %     |

Villedômain est, avec 122 habitants, la deuxième plus petite commune d'Indre-et-Loire en termes de population municipale, d'après l'Insee (recensement 2014). Seule Crissay-sur-Manse est moins peuplée avec 101 habitants. La diminution de la population est relativement tardive puisqu'elle ne débute réellement qu'au début des années 1950, mais elle est très importante et rapide : en trente cinq ans, la commune perd plus de 62 % de ses habitants. Une légère reprise démographique semble se manifester à partir de 2005. Depuis 1968, le solde naturel de la population est toujours négatif ; les évolutions globales sont principalement dues aux variations du solde migratoire.

#### Pyramide des âges
La population de la commune est relativement âgée.
En 2018, le taux de personnes d'un âge inférieur à 30 ans s'élève à 25,6 %, soit en dessous de la moyenne départementale (34,9 %). À l'inverse, le taux de personnes d'âge supérieur à 60 ans est de 41,3 % la même année, alors qu'il est de 27,8 % au niveau départemental.
En 2018, la commune comptait 53 hommes pour 64 femmes, soit un taux de 54,7 % de femmes, largement supérieur au taux départemental (51,91 %).
Les pyramides des âges de la commune et du département s'établissent comme suit.
| Hommes | Classe d’âge | Femmes |
| ------ | ------------ | ------ |
| 3,6    | 90 ou +      | 0,0    |
| 12,7   | 75-89 ans    | 10,6   |
| 29,1   | 60-74 ans    | 27,3   |
| 16,4   | 45-59 ans    | 10,6   |
| 20,0   | 30-44 ans    | 19,7   |
| 3,6    | 15-29 ans    | 7,6    |
| 14,5   | 0-14 ans     | 24,2   |

| Hommes | Classe d’âge | Femmes |
| ------ | ------------ | ------ |
| 0,9    | 90 ou +      | 2,2    |
| 7,9    | 75-89 ans    | 10,2   |
| 17,3   | 60-74 ans    | 18,1   |
| 19,8   | 45-59 ans    | 19,1   |
| 17,9   | 30-44 ans    | 17,2   |
| 18,5   | 15-29 ans    | 17,5   |
| 17,6   | 0-14 ans     | 15,6   |

### Enseignement
Les communes de Beaumont-Village, Chemillé-sur-Indrois, Loché-sur-Indrois, Montrésor, Villeloin-Coulangé et Villedômain ont mutualisé leurs ressources pour assurer la scolarisation de leurs enfants dans le cycle d'enseignement primaire, au sein d'un regroupement pédagogique intercommunal (RPI). Les élèves de Villedômain, qui ne dispose pas de classe sur son territoire, sont scolarisés à Villeloin-Coulangé pour les élèves de maternelle et à Loché-sur-Indrois ou Montrésor pour les élèves du cours élémentaire.
Le collège de Montrésor accueille les élèves de l'enseignement secondaire mais les lycées les plus proches se trouvent à Loches, avec deux lycées d'enseignement général, l'un public et l'autre privé, et un lycée public d'enseignement professionnel ou à Écueillé. Les lycées publics de secteur se trouvent à Châteauroux (lycée général Jean-Giraudoux et lycée polyvalent Blaise-Pascal).

### Vie culturelle et sportive
La commune dispose d'une salle des fêtes aménagée dans les deux classes de l'école désaffectée et attenante à la mairie.
Villedômain organise, chaque année au mois de mars, le « banquet des laboureurs », tradition remise à l'honneur dans le sud de la Touraine depuis le début du XXe siècle, même si la date ne coïncide plus obligatoirement avec celle de la Saint-Isidore, saint patron des laboureurs.

### Santé et services d'urgence
Aucun médecin n'est installé à Villedômain, les médecins généralistes les plus proches exerçant à Écueillé ou à Châtillon-sur-Indre. L'hôpital le plus proche est, en 2016, le centre hospitalier de Châtillon-sur-Indre.
Un centre de première intervention des sapeurs-pompiers de Touraine est basé à Loché-sur-Indrois.

### Culte
Le territoire de la commune dépend de la paroisse de Montrésor au sein du doyenné de Loches, lui-même partie de l'archidiocèse de Tours, au même titre que cinq autres doyennés. En 2016, l'église Saint-André de Villedômain est l'un des huit lieux de culte de cette paroisse ; des offices y sont célébrés en alternance avec les autres églises paroissiales.

## Économie
Villedômain est classée en zone de revitalisation rurale par arrêté du 16 mars 2017.

### Revenus et fiscalité
En 2015, le revenu fiscal médian par ménage est de 23 326 €, alors que la moyenne départementale s'établit à 32 011 € et que celle de la France métropolitaine est de 32 409 €. En 2013, le revenu disponible par ménage était de 18 905 € dans la commune contre une moyenne de 20 403 € au niveau départemental.

### Emploi
Les deux tableaux ci-dessous présentent les chiffres-clés de l'emploi à Villedômain et leur évolution de 2008 à 2013, :
|                               | Villedômain 2008 | Villedômain 2013 | Évolution |
| ----------------------------- | ---------------- | ---------------- | --------- |
| Population de 15 à 64 ans     | 76               | 69               | - 10,1 %  |
| Actifs (en %)                 | 65,1             | 73,4             | + 12,8 %  |
| dont :                        |                  |                  |           |
| Actifs ayant un emploi (en %) | 57,8             | 62,5             | + 8,1 %   |
| Chômeurs (en %)               | 7,2              | 10,9             | + 51,3 %  |

|                                      | Villedômain 2008 | Villedômain 2013 | Évolution |
| ------------------------------------ | ---------------- | ---------------- | --------- |
| Nombre d'emplois dans la zone        | 20               | 29               | + 45,0 %  |
| Indicateur de concentration d'emploi | 45,5             | 65,1             | + 43,1 %  |

Si la population de Villedômain âgée de 15 à 64 ans baisse sur les cinq dernières années disponibles, son taux d'activité augmente, ainsi que la part des actifs ayant un emploi. Pourtant, le chômage (selon la définition de l'Insee) augmente. Davantage d'emplois sont offerts au niveau local et l'indicateur de concentration d'emploi augmente même si sa valeur reste modeste : moins d'un emploi proposé par actif. En 2013, 42 % des actifs de Villedômain travaillent sur place, alors qu'ils étaient près de 25 % en 2008 ; les autres actifs pourvus d'un emploi et résidant à Villedômain travaillent à l'extérieur de la commune, sans plus de précision dans les données de l'Insee.

### Tissu économique
Le tableau ci-dessous détaille le nombre d'entreprises implantées en 2014 à Villedômain selon leur secteur d'activité et le nombre de leurs salariés :
|                                                              | Total | %    | 0 salarié | 1 à 9 salariés | 10 à 19 salariés | 20 à 49 salariés | 50 salariés ou plus |
| ------------------------------------------------------------ | ----- | ---- | --------- | -------------- | ---------------- | ---------------- | ------------------- |
| Ensemble                                                     | 19    | 100  | 15        | 4              | 0                | 0                | 0                   |
| Agriculture, sylviculture et pêche                           | 8     | 42,1 | 7         | 1              | 0                | 0                | 0                   |
| Industrie                                                    | 0     | 0    | 0         | 0              | 0                | 0                | 0                   |
| Construction                                                 | 2     | 10,5 | 2         | 0              | 0                | 0                | 0                   |
| Commerce, transports, services divers                        | 8     | 42,1 | 6         | 2              | 0                | 0                | 0                   |
| dont commerce et réparation automobile                       | 3     | 15,8 | 3         | 0              | 0                | 0                | 0                   |
| Administration publique, enseignement, santé, action sociale | 1     | 5,3  | 0         | 1              | 0                | 0                | 0                   |
| Champ : ensemble des activités.                              |       |      |           |                |                  |                  |                     |

En 2015, deux nouvelles entreprises ont été créées, dans le domaine de la construction. Toutes les entreprises implantées à Villedômain sont de petite taille, aucune d'elle n'employant plus de neuf salariés.

#### Agriculture
Le tableau ci-dessous présente les principales caractéristiques des exploitations agricoles de Villedômain, observées sur une période de 22 ans :
|                                            | 1988  | 2000  | 2010  |
| ------------------------------------------ | ----- | ----- | ----- |
| Nombre d’exploitations                     | 14    | 12    | 9     |
| Équivalent Unité de travail annuel         | 14    | 16    | 10    |
| Surface Agricole Utile (SAU) (ha)          | 1 077 | 1 223 | 1 196 |
| Cheptel (nombre de têtes)                  | 287   | 251   | 433   |
| Terres labourables (ha)                    | 1 008 | 1 202 | 1 070 |
| Superficie moyenne d’une exploitation (ha) | 76,9  | 101,9 | 132,9 |

Même si le nombre d'exploitations agricoles a diminué depuis 1998,, l'agriculture reste un secteur d'activité notablement présent à Villedômain, comme en témoigne la surface agricole utilisée qui augmente légèrement par rapport à celle de 1998, même si l'agriculture n'est pas pourvoyeuse d'emplois, au-delà du chef d'exploitation lui-même. L'orientation des exploitations vers la céréaliculture s'accompagne d'un renforcement du secteur de l'élevage bovin.

#### Industrie, commerce et services
Aucune industrie n'est implantée à Villedômain. Plusieurs entreprises exercent dans le domaine des services (travaux agricoles ou publics, construction, services à la personne) mais, à l'exception d'un bar-restaurant, aucun commerce de bouche ne se trouve sur le territoire communal. Châtillon-sur-Indre ou Écueillé, directement accessibles depuis le centre de Villedômain, proposent un plus large éventail de commerces et services aux habitants de cette commune. Villedômain est d'ailleurs rattachée au bassin de vie de Châtillon-sur-Indre. Aucune infrastructure d'hébergement touristique n'est proposée au niveau local.

## Culture locale et patrimoine

### Lieux et monuments
L'église dédiée aux saints André et Laurent est un édifice remanié à plusieurs reprises jusqu'en 1984. Sa nef peut être datée du XIe siècle et porte encore sur son mur sud trois petites baies ouvertes en plein cintre alors que la porte de sa façade présente déjà un arc légèrement brisé souligné par deux rouleaux. Comme le reste de l'édifice, la nef a été plusieurs fois reconstruite : son mur nord fut percé de deux grandes baies et elle fut dotée d'un plafond plat en lambris. Un chœur terminé par un chevet plat moderne complète l'église. Elle renferme un ex-voto composé de rayons de ruche. Le donateur, un apiculteur très probablement, espère ainsi s'assurer une belle récolte de miel et se préserver des piqûres d'abeille. 219398072  église sur OpenStreetMap.
Le château de Douince, construit au XIXe siècle, s'élève sur un domaine qui a appartenu, dès le XIIe siècle, aux moines de l'abbaye de Beaugerais. Un four à chaux ruiné, construit en 1880 et qui a fonctionné jusque dans les années 1920, se trouve à proximité. Il est porté à l'inventaire général du patrimoine culturel. 219397779  château de Douince sur OpenStreetMap.
Le château de la Cailletterie, à l'entrée sud du bourg, présente l'architecture typique d'une maison de maître. Il est construit au XIXe siècle par les propriétaires du domaine agricole proche,. 219397772  manoir de la Cailletterie sur OpenStreetMap.
Le lavoir du XIXe siècle est resté en service jusqu'au milieu des années 1970, l'adduction d'eau dans les foyers de Villedômain n'étant réalisée qu'à cette date. 219397802  lavoir sur OpenStreetMap.
La croix pivotante du Chaillou, au bord de la D 975, est composée d'un socle octogonal et d'une partie supérieure non solidaires. La croix elle-même peut pivoter sur son socle. Ce curieux dispositif datant du milieu du XIXe siècle n'a pas reçu d'explication. 4760867386  croix pivotante du Chaillou sur OpenStreetMap.

Lieux et monuments de Villedômain.
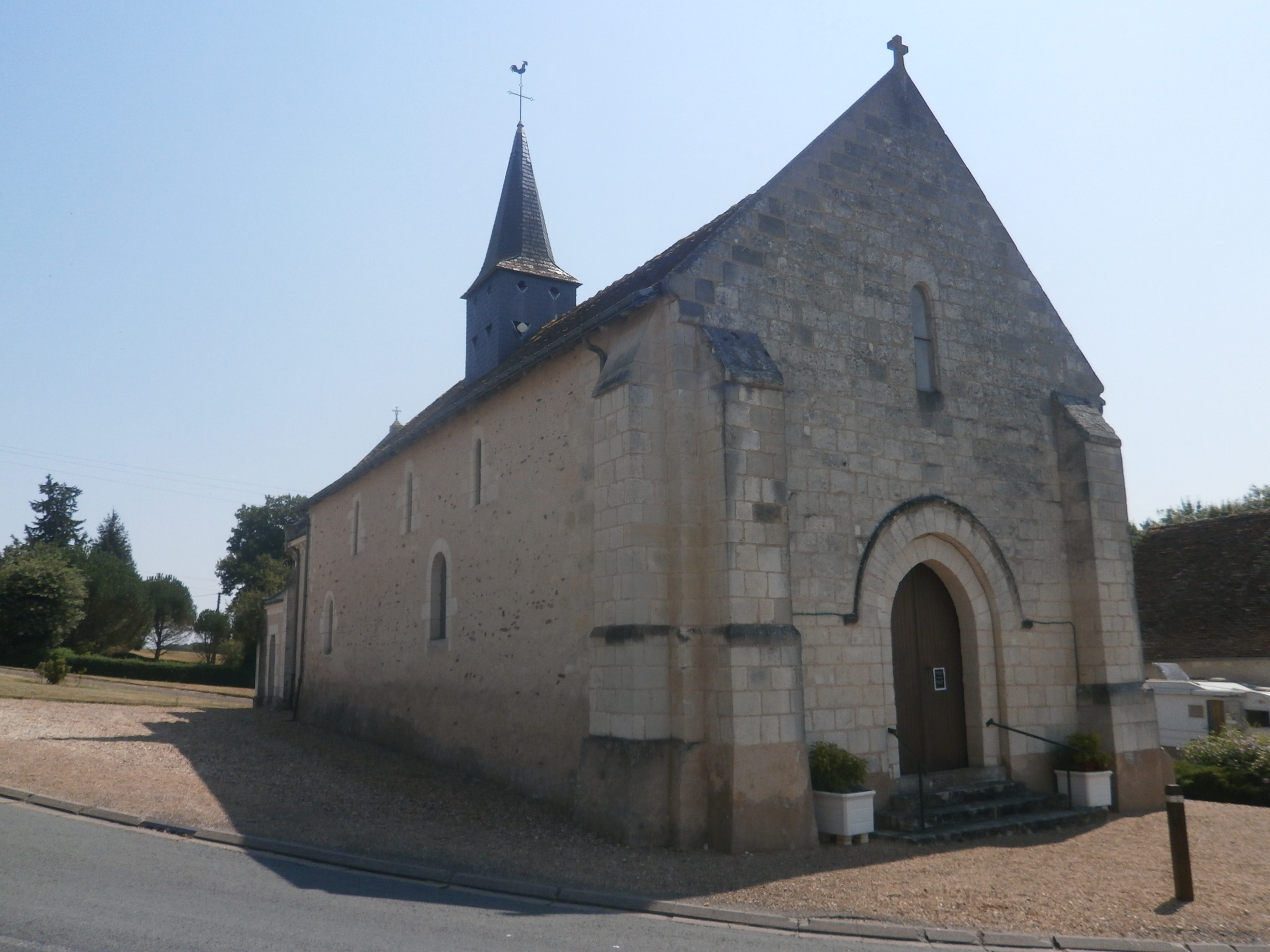
L'église Saint-André-et-Saint-Laurent.
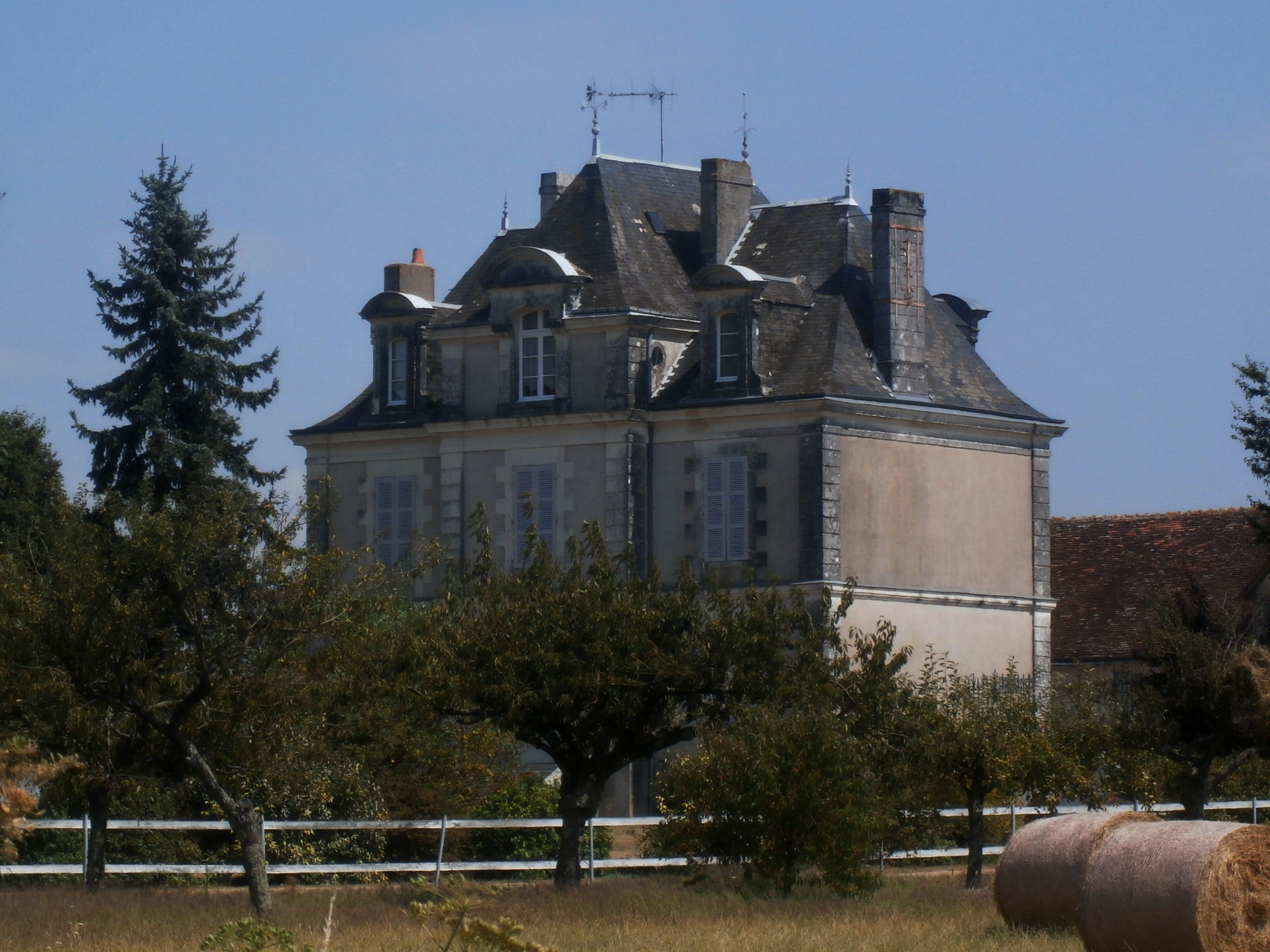
Le manoir de la Cailletterie.
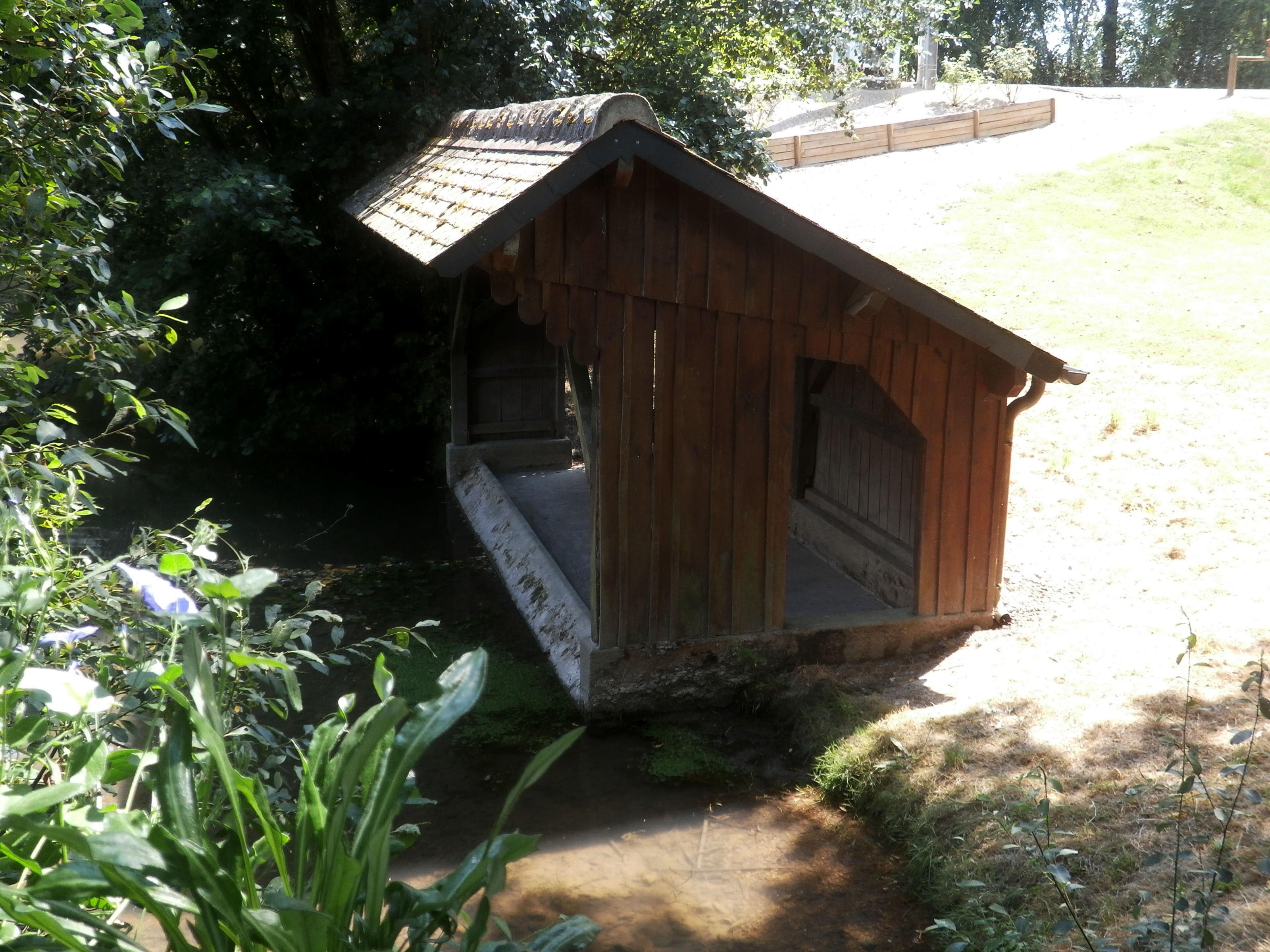
Le lavoir sur l'Indrois.
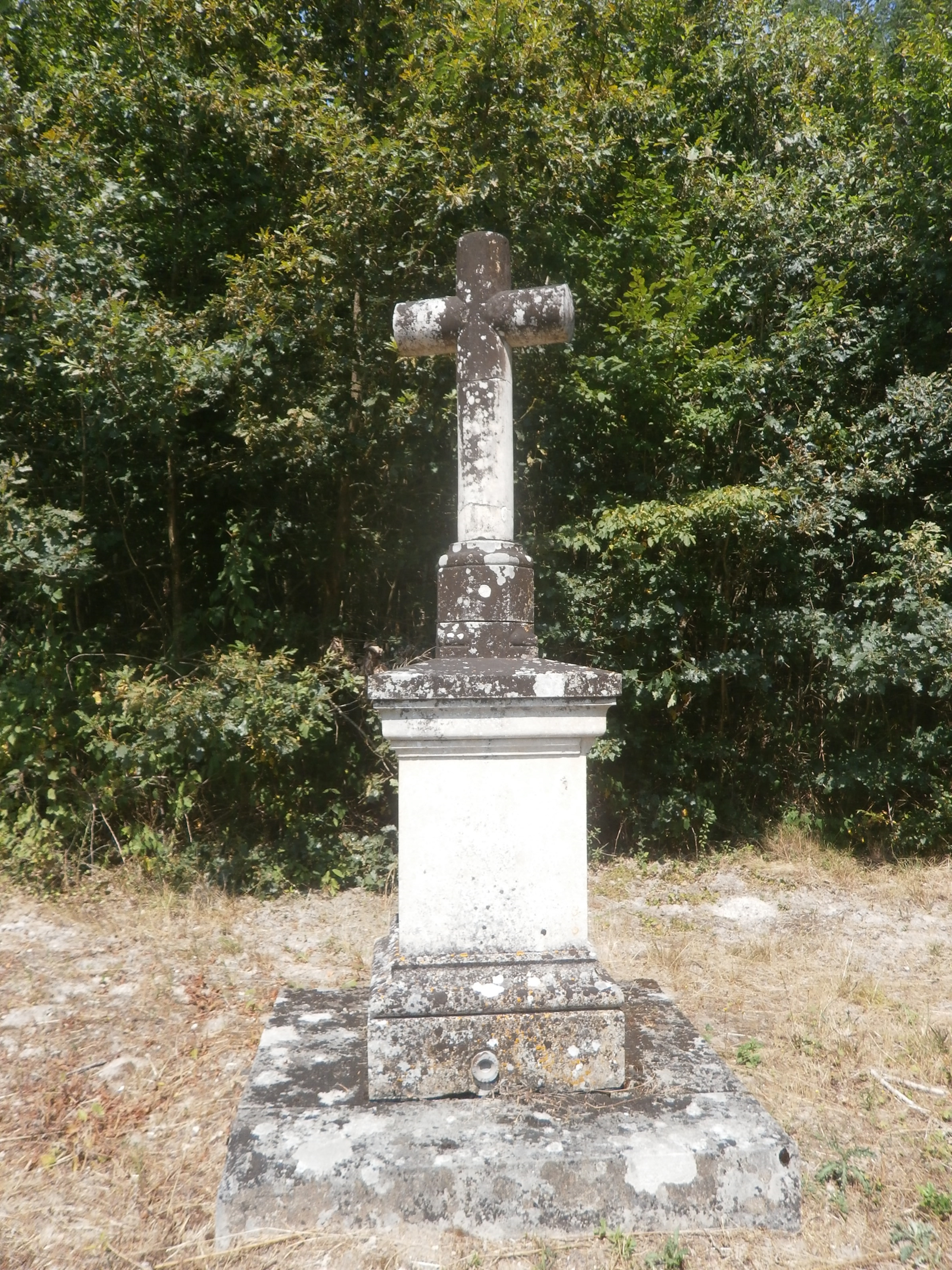
La croix tournante.

### Personnalités liées à la commune
Antoine-Jean Amelot de Chaillou (1732-1795), marquis de Chaillou, fut châtelain de Villedômain à partir de 1783.
Michel Bourderioux (1902-1991), né à Luçay-le-Mâle (Indre) et mort à Tours, curé de Villedômain et de Loché-sur-Indrois — où il est inhumé — de 1942 à 1990, historien qui consacra de nombreuses publications à la Touraine du sud-est, fut également conservateur des antiquités et objets d'art du département d'Indre-et-Loire.

### Patrimoine gastronomique
La commune se trouve dans l'aire géographique et dans la zone de production du lait, de fabrication et d'affinage des fromages sainte-maure-de-touraine et Valençay, ces deux produits bénéficiant d'une appellation d'origine protégée (AOP) au niveau européen et d'une appellation d'origine contrôlée (AOC) au niveau national.
Rillettes de Tours, bœuf du Maine, volailles du Berry et 119 types de vins tranquilles ou effervescents bénéficient d'une indication géographique protégée (IGP) s'ils sont produits sur le territoire de Villedômain.

## Pour approfondir